# Pseudogastromyzon laticeps
Pseudogastromyzon laticeps är en fiskart som beskrevs av Chen och Zheng, 1980. Pseudogastromyzon laticeps ingår i släktet Pseudogastromyzon och familjen grönlingsfiskar. Inga underarter finns listade i Catalogue of Life.